# Asghar Farhadi
Asghar Farhadi (persană اصغر فرهادی; n. 7 mai 1972, Isfahan Province⁠(d), Iran) este regizor, scenarist și producător iranian. Pe lângă alte premii, el a primit Globul de Aur și două premii Oscar pentru filmele Nader și Simin, o despărțire (2012, جدایی نادر از سیمین) și The Salesman (2017) devenind unul dintre puținii regizori din întreaga lume care au câștigat de două ori premiul Oscar pentru cel mai bun film străin, alături de regizori precum Akira Kurosawa și René Clément. În 2012, el a fost inclus pe lista anuală  Time 100 a celor mai influenți oameni din lume.

## Filmografie

### Filme
| An   | Film                         | Creditat ca | Creditat ca | Creditat ca | Note |
| An   | Film                         | Regizor     | Producător  | Scenarist   | Note |
| ---- | ---------------------------- | ----------- | ----------- | ----------- | --- |
| 2002 | Low Heights                  | Nu          | Nu          | Da          | Co-scenarist cu Ebrahim Hatamikia |
| 2003 | Dancing in the Dust          | Da          | Nu          | Da          | Co-scenarist cu Alireza Bazrafshan și Mohammad Reza Fazeli |
| 2004 | The Beautiful City           | Da          | Nu          | Da          | |
| 2006 | Fireworks Wednesday          | Da          | Nu          | Da          | Co-scenarist cu Mani Haghighi |
| 2007 | Canaan                       | Nu          | Nu          | Da          | Co-scenarist cu Mani Haghighi |
| 2008 | Tambourine                   | Nu          | Nu          | Da          | |
| 2009 | Trial on the Street          | Nu          | Nu          | Da          | Co-scenarist cu Masoud Kimiai |
| 2009 | About Elly                   | Da          | Da          | Da          | |
| 2011 | Nader și Simin, o despărțire | Da          | Da          | Da          | Nader și Simin, o despărțire a câștigat Premiul Oscar pentru cel mai bun film străin în 2012, devenind primul film iranian care câștigă acest premiu. Filmul a fost nominalizat și la Cel mai bun scenariu original.                                                                            |
| 2013 | The Past                     | Da          | Nu          | Da          | |
| 2016 | The Salesman                 | Da          | Da          | Da          | The Salesman a câștigat Premiul Oscar pentru cel mai bun film străin în 2017. Totuși, Farhadi nu a participat la cea de-a 89-a ediție a Premiilor Oscar ca protest față de Ordinul Executiv 13769 al SUA (semnat de președintele Donald Trump și cunoscut sub numele de interdicția musulmană). |
| 2018 | Todos lo saben               | Da          | Da          | Da          | În distribuție Penélope Cruz, Javier Bardem și Ricardo Darín. |

### Televiziune
| An   | Film                               | Creditat ca | Creditat ca | Creditat ca | Note                |
| An   | Film                               | Regizor     | Producător  | Scenarist   | Note                |
| ---- | ---------------------------------- | ----------- | ----------- | ----------- | ------------------- |
| 1998 | The Waiter                         | Da          | Da          | Da          | Difuzat de IRIB TV5 |
| 1998 | Doctors                            | Nu          | Nu          | Da          | Difuzat de IRIB TV5 |
| 1998 | Farrokh & Faraj Residental Complex | Da          | Nu          | Nu          | Difuzat de IRIB TV2 |
| 1999 | Youth days                         | Nu          | Nu          | Da          | Difuzat de IRIB TV5 |
| 1999 | Story of a City                    | Da          | Da          | Da          | Difuzat de IRIB TV5 |
| 2001 | Story of a City II                 | Da          | Da          | Da          | Difuzat de IRIB TV5 |